# Burarra
Burarra är ett hotat australiskt språk som talades av 995 personer år 2016 enligt folkräkning. Burarra talas i Nordterritoriet. Burarra tillhör de gunwingguanska språken eller maningridaspråk beroende på klassificering.